# Riddare Micke
Riddare Micke (engelska: Mike the Knight) är en kanadensisk-brittisk animerad barnprogramserie om en ung riddare, som har visats på SVT Barn.

## Handling
Serien kretsar kring Micke, 10 år, en riddare under utbildning. Hans far, kungen är borta i andra länder, medan Micke är hemma med sin kärleksfulla mor, sin lillasyster, 9 år och blivande häxa, sin elddrake Sprak och vattendrake Skvätt och sin häst Galahad. Micke försöker vara den tappraste riddaren av alla. Han lär sig av sina misstag att "Med riddarsätt blir allting rätt".